# 尹晶喜
尹晶喜（韓語：윤정희，1980年12月21日—），韓國女演員。2000年參選韓國小姐選舉，繼而進入演藝圈。2005年，在《老天爺啊！給我愛》一劇首度出任主角，自此一舉成名。

## 演出作品

### 電視劇
- 2003年：SBS《夢想的銀幕》
- 2004年：MBC《Nonstop4》
- 2005年：SBS《選擇》
- 2005年：SBS《老天爺啊！給我愛》飾演 李子晴
- 2007年：KBS《誰來愛我》飾演 李知妍
- 2008年：SBS《家門的榮光》飾演 河丹雅
- 2010年：SBS《微笑，媽媽》飾演 江申英
- 2012年：SBS《美味人生》飾演 張勝珠
- 2013年：JTBC《老大》飾演 金英善
- 2021年：SBS《現正分手中》飾演 申宥貞
- 2024年：tVN《是偶然嗎》飾演 裴惠淑

### 電影
- 2010年：《考死：血之期中考試》
- 2014年：《我的愛我的新娘》

### MV
- 2004年：Ki Hu《天空挑選的眼淚》（與趙漢善、李水京）
- 2009年：Davichi《8282》
- 2009年：Davichi《闖禍了》

## 獎項
- 世界Best模特東山Nikia
- Miss Korea選拔大賽
- 2005年：SBS演技大賞─新人獎
- 2007年：KBS演技大賞─女子優秀演技獎
- 2009年：SBS演技大賞─PD獎